# Paul Apted
Paul Apted (* 9. Februar 1967 in Manchester, England; † 4. Juli 2014 in Los Angeles, Kalifornien) war ein britischer Sound-Editor.

## Leben
Paul Apted war einer von zwei Söhnen aus der Ehe des Filmemachers Michael Apted und dessen Frau Jo. Aus späteren Beziehungen seines Vaters hatte er zwei Halbgeschwister.
Er begann seine Karriere zunächst bei der Musikproduktion, wo er ab 1987 als Toningenieur an Veröffentlichungen von Musikern wie The Chills, Echo & the Bunnymen, Pepsi & Shirlie, Marc Almond, Michelle Gayle oder Bronski Beat beteiligt war.
Danach wechselte er in die Filmwirtschaft, wo er unter der Regie seines Vaters 1994 erstmals bei der Produktion des Filmdramas Nell als Assistant Sound Editor tätig war. Es folgten zahlreiche Filme, bei denen Apted bei der Tongestaltung assistierte. Später wirkte er auch als Sound Effects Editor oder Dialogue Editor. Ab dem Jahr 2005 arbeitete er als hauptverantwortlicher Sound Editor an Filmen wie Basic Instinct – Neues Spiel für Catherine Tramell, Elizabeth – Das goldene Königreich, Alice im Wunderland, Die Chroniken von Narnia: Die Reise auf der Morgenröte oder Wolverine: Weg des Kriegers.
Apted starb am 4. Juli 2014 im Alter von 47 Jahren an einer Krebserkrankung in Los Angeles. Er hinterließ seine Frau Gemma und die beiden gemeinsamen Kinder.

## Filmografie (Auswahl)
Assistant Sound Editor / Sound Assistant
- 1994: Nell
- 1995: Wilder Zauber (Rough Magic)
- 1996: Mission: Rohr frei! (Down Periscope)
- 1996: Das große Basketball-Kidnapping (Celtic Pride)
- 1996: Außer Kontrolle (Chain Reaction)
- 1996: Extrem … mit allen Mitteln (Extreme Measures)
- 1996: Versprochen ist versprochen (Jingle All the Way)
- 1997: Tango gefällig? (Out to Sea)
- 1997: 187 – Eine tödliche Zahl (One Eight Seven)
- 1997: Auf Messers Schneide – Rivalen am Abgrund (The Edge)
- 1997: Alien – Die Wiedergeburt (Alien: Resurrection)
- 1998: Lost in Space
- 1999: Brokedown Palace
- 2000: Supernova
- 2001: From Hell
- 2002: Genug – Jeder hat eine Grenze (Enough)
- 2002: James Bond 007 – Stirb an einem anderen Tag (Die Another Day)
- 2003: Die Liga der außergewöhnlichen Gentlemen (The League of Extraordinary Gentlemen)
- 2004: Das Phantom der Oper (The Phantom of the Opera)
- 2005: Sahara – Abenteuer in der Wüste (Sahara)
- 2006: X-Men: Der letzte Widerstand (X-Men: The Last Stand)
- 2013: Stirb langsam – Ein guter Tag zum Sterben (A Good Day to Die Hard)

Sound Effects Editor
- 1997: Star Maps
- 1998: Dr. Dolittle
- 1998: Akte X – Der Film (The X-Files)
- 2008: Das Geheimnis der Mondprinzessin (The Secret of Moonacre)
- 2010: Shanghai

Sound Editor
- 2005: On a Clear Day
- 2006: Basic Instinct – Neues Spiel für Catherine Tramell (Basic Instinct 2)
- 2006: Flicka – Freiheit. Freundschaft. Abenteuer. (Flicka)
- 2007: Elizabeth – Das goldene Königreich (Elizabeth: The Golden Age)
- 2010: Alice im Wunderland (Alice in Wonderland)
- 2010: Die Chroniken von Narnia: Die Reise auf der Morgenröte (The Chronicles of Narnia: The Voyage of the Dawn Treader)
- 2012: Mavericks – Lebe deinen Traum (Chasing Mavericks)
- 2013: Wolverine: Weg des Kriegers (The Wolverine)
- 2014: Das Schicksal ist ein mieser Verräter (The Fault in Our Stars)

Dialogue Editor
- 2007: Die Liebe in den Zeiten der Cholera (Love in the Time of Cholera)
- 2010: Die Chroniken von Narnia: Die Reise auf der Morgenröte (The Chronicles of Narnia: The Voyage of the Dawn Treader)
- 2013: Getaway
- 2013: Prisoners
- 2013: Die Bücherdiebin (The Book Thief)
- 2013: Louder Than Words
- 2014: The Drunk
- 2014: Der große Trip – Wild (Wild)